# The Burning Dead
The Burning Dead è un film del 2015 scritto e diretto da Rene Perez.

## Trama
Nella California settentrionale lo scienziato Stevens ed Eva Jones, la sua assistente, stanno studiando un vulcano spento che si sta risvegliando. Quando inizia l'eruzione, i residenti sono costretti ad evacuare. Intanto Mindy Roberts, la figlia Nicole e il fidanzato Ryan Jacobs, sono in visita dal padre della donna che vive in una baia isolata, mentre lo sceriffo Denton si prodiga per aiutare le persone. Ma dalla lava del vulcano, in conformità con quanto racconta una vecchia leggenda indiana, nascono degli zombies che aggrediscono dapprima una fotografa che si era avventurata alle pendici del vulcano e poi man mano gli altri abitanti.